# Sechium

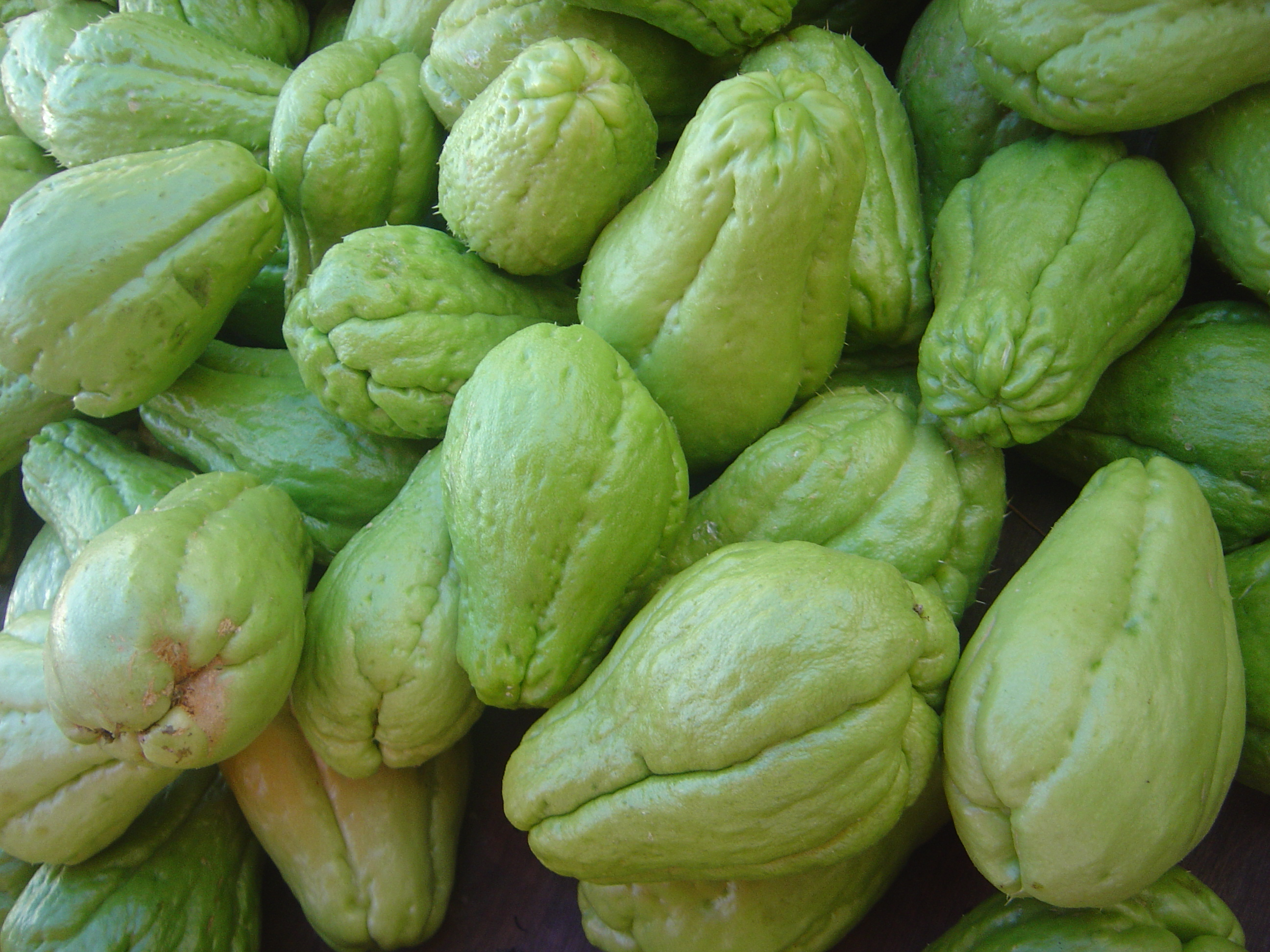
Frutos de Sechium edule.

Sechium P.Browne é um género botânico que agrupa 17 espécies validamente descritas pertencente à subtribo Sicyinea da tribo Sicyeae da família Cucurbitaceae (abóboras e similares). A espécie mais conhecida é S. edule, cultivada para fins alimentares e comercializada sob o nome de chuchu.

## Descrição
O género Sechium inclui plantas perenes monoicas, trepadoras, herbáceas, com cáudices tuberosos. As folhas são simples, com gavinhas 3–5-ramificadas.
As flores apresentam estames racemosos, hipanto pouco profundo, por vezes envaginado abaixo dos nectários, com 5 sépalas pequenas, distantes, dentiformes. A corola é rotácea, esbranquiçada, com 5 pétalas unidas na base e 10 nectários dispostos em 5 pares, em forma de saco, extra-estaminares e basais. Os estames são 3, filamentosos, unidos numa columna central. As anteras são livres, com tecas flexíveis.
As flores pistiladas são coaxilares com as estaminadas, pedunculadas, solitárias ou em pares, com hipanto e perianto como nas flores estaminadas, ovário unilocular, óvulo solitário, pêndulo, com 3 estigmas.
O fruto é mediano a grande, piriforme, obovoide, elipsoide ou ovoide, mais o menos nervurado ou sulcado, variadamente espinhoso ou liso, lenhoso a carnoso, indeiscente. A semente é solitária, grande e lisa.
O género foi descrito por Patrick Browne e publicado em The Civil and Natural History of Jamaica in Three Parts 355. 1756.

## Espécies
| - Sechium amazonicum - Sechium americanum - Sechium chayota - Sechium chinantlense - Sechium compositum (Donn. Sm.) C. Jeffrey - Sechium edule (Jacq.) Sw. - Sechium hintonii (Paul G. Wilson) C. Jeffrey - Sechium jamaicense J. St.-Hil. - Sechium mexicanum | - Sechium panamense - Sechium peruvianum - Sechium peruvium - Sechium pittieri - Sechium tacaco (Pittier) C. Jeffrey - Sechium talamancensis - Sechium venosum - Sechium villosum |